# Calanda (kommun)
Calanda är en kommun i Spanien.   Den ligger i provinsen Provincia de Teruel och regionen Aragonien, i den östra delen av landet, 300 km öster om huvudstaden Madrid. Antalet invånare är 3 956. Arean är 112 kvadratkilometer. Calanda gränsar till Alcañiz och Alcorisa. 
Terrängen i Calanda är kuperad söderut, men norrut är den platt.